# 제노바광역시
제노바 광역시(이탈리아어: Città Metropolitana di Genova)는 이탈리아 리구리아주에 위치한 광역시로 중심 도시는 제노바이며 면적은 1,839.20km2, 인구는 815,739명(2022년 1월 31일 기준), 인구 밀도는 440명/km2이다. 2015년 1월 1일을 기해 실시된 행정 구역 개편에 따라 제노바도에서 제노바 광역시로 개편되었다.

## 역사
지방 자치 단체 개혁을 통해 처음 형성되었고 (법률 142/1990) 그 뒤 법률 56/2014를 통해 세워졌다. 2015년 1월 1일부터 광역시 체제로 운영되고 있다.

## 행정
광역시는 광역시장 ('Sindaco metropolitano')과 광역시의회 ('Consiglio metropolitano')가 운영한다. 

### 제노바 광역시장 목록
|          | 광역시장      | 임기 시작       | 임기 끝         | 당                |
| -------- | ------------- | --------------- | --------------- | ----------------- |
| 틀:White | 마르코 도리아 | 2015년 1월 1일  | 2017년 6월 26일 | 무소속 (좌파)     |
| 2        | 마르코 부키   | 2017년 6월 26일 | '재임'          | 무소속 (중도우파) |

## 같이 보기
- 제노바도